# Zawur Ugujew
Zawur Rizwanowicz Ugujew (ros. Завур Ризванович Угуев, ur. 27 marca 1995) – rosyjski zapaśnik startujący w stylu wolnym. Złoty medalista olimpijski z Tokio 2020 w kategorii 57 kg. Mistrz świata w 2018 i 2019 roku. 
Złoty medalista mistrzostw Europy w 2025, srebrny w 2018 i brązowy w 2017 roku. Trzeci na igrzyskach europejskich w 2019. Wygrał indywidualny Puchar Świata w 2020. Mistrz świata kadetów 2011 i 2012. Mistrz Rosji w 2017, 2018, 2020, 2021, 2022, 2023 i 2024 roku.
Mistrz Rosji juniorów w 2013.